# Hemsjön (Lerbäcks socken, Närke, 653410-145926)
Hemsjön är en sjö i Askersunds kommun i Närke och ingår i Motala ströms huvudavrinningsområde.